# Мікрофільтрація
Мікрофільтрація — процес фільтрації, який очищує рідину або газ проходженням через мікропористу напівпроникну мембрану. Типовий розмір пори такої мембрани становить від 0,1 до 10 µм. Мікрофільтрація не відрізняється істотно від зворотнього осмосу або ультрафільтрації, різниця тільки в розмірах молекул, які вона пропускає.
Технологія мікрофільтрації була розроблена професором Зігмонді (Університет Геттінгену, Німеччина) в 1935 році, перші комерційні мембранні фільтри почали вироблятися компанією Sartorius GMBH декількома роками пізніше. Мембранні фільтри знайшли широке застосування у сфері мікробіології і зокрема в оцінці безпечності питної води. Подальший розвиток мікрофільтрів в середині 1970-х років, з метою задовольнити вимого FDA та інших регулюючих органів та створити мембрани для медичного використання, привів до появи нових мембран, які не залишають волокон у фільтрованій рідині. Мікропористі мембрани зараз також використовуються мікро-електронною промисловістю як складова частина виробництва підкладок. Також вони широко використовуються в біотехнології і харчовій промисловості для стерилізації продукту.
Мікрофільтрація зараз все ширше використовується для очищення питної води, вона ефективно видаляє основні патогени і забруднювачі, такі як протозойні організми Giardia lamblia та Cryptosporidium і більшість бактерій. Для виконання цієї задачі, розмір найменших пор повинен бути не більше 0,2 мікрона. Для виробництва мінеральної і пляшкової питної види, звичайно використовуються плісировані картриджі з поліетерсульфонату (PES). Ці мембрани асиметричні, з більшими порами на зовнішній стороні та меншими на внутрішній стороні мембрани.
Для очищення водопровідної води мікрофільтрація почала використовуватися з 1987 року, спочатку для води, яку відносно легко очищувати, тобто до холодної, чистою на механічні забруднювачі види, сприйнятливої до мікробного забруднення. Мембрани низького тиску почали використовуватися у таких системах на заміну хімічним методам очищення. Через те, що популярність таких мембран низького тиску швидко зросла, почалося їх використання і для важчої в очищенні води, яка містить більше твердих частинок і більш високі рівні органічних речовин. У деяких випадках така вода все ж вимагає попередньої хімічної обробки, зокрема хлорування. Ці зміни змусили виробників мікрофільтраційних мембран створювати хімічно та механічно стійкіші мембрани, які й виробляються зараз.

## Мікрофільтрація молока

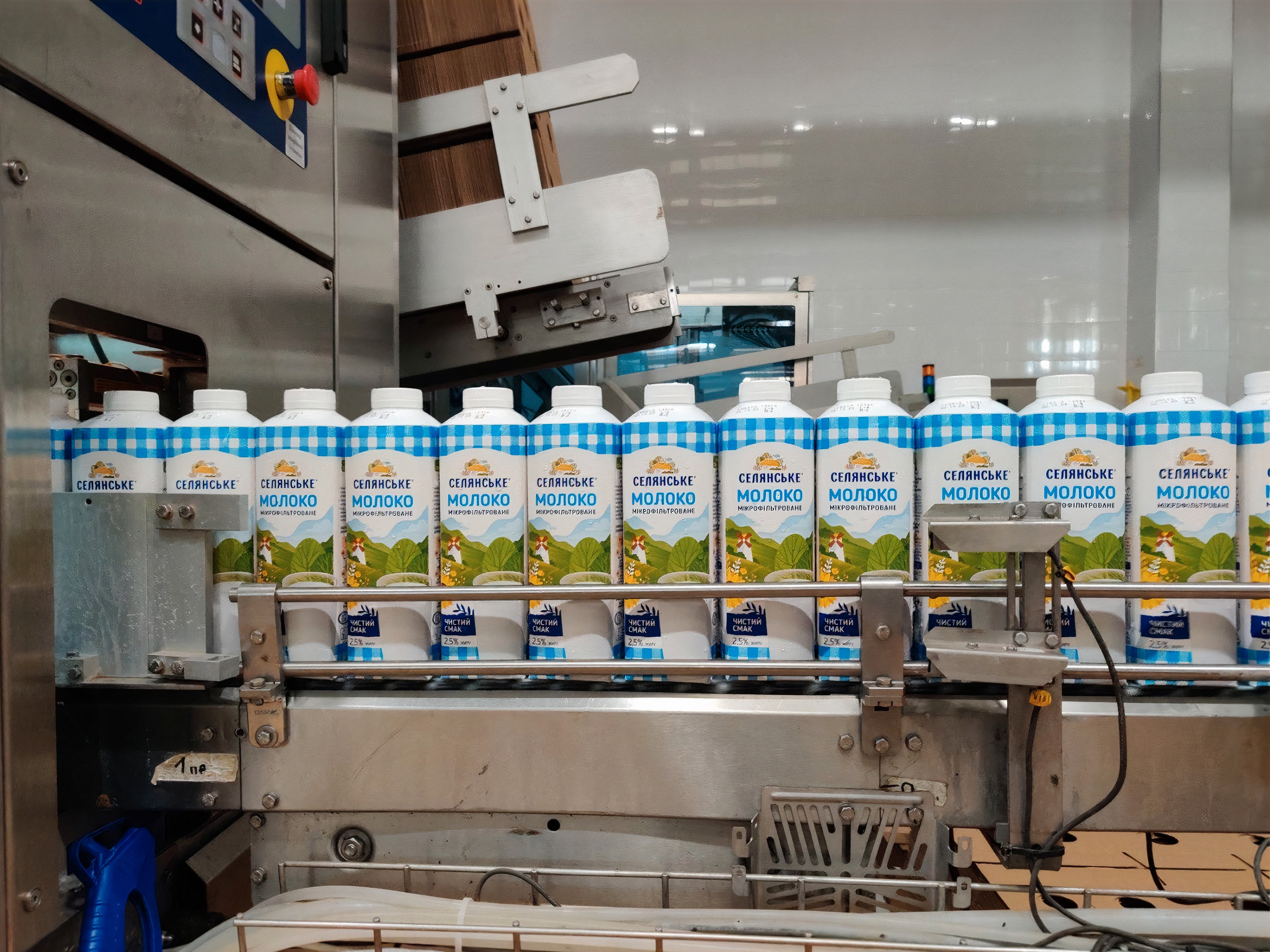
Мікрофільтрація молока (Україна)

Мікрофільтрація молока — технологічний процес фільтрації сировини, спрямований на видалення бактерій та їхніх спор без пастеризації за допомогою мембран, зокрема керамічних.
Станом на 2023 рік в Україні єдиним підприємством, що використовує цю технологію у виробництві, є ТОВ «Люстдорф».
Мікрофільтрація (сучасний метод очистки) є основним етапом у виробничому процесі мікрофільтрованого пастеризованого молока.
Для процесу мікрофільтрації молочна сировина попередньо нагрівається до 50 градусів, після чого пропускається через мембранні фільтри. Бактерії та їхні спори, що містяться в молоці, затримуються в порах мембран. Такий метод дає ефективність очищення на 99,99 %.
Далі продукт піддається пастеризації за температури 72-75 градусів (ощадлива пастеризація). Завдяки зазначеній технологічній схемі виробництва молоко має довший термін придатності — до 21 дня замість 14. Застосування низької температури пастеризації завдяки попередній мікрофільтрації сировини дає змогу зберегти природний склад і смак молока.